# Železniční trať Bombaj – Nágpur – Kalkata
Železniční trať Háura – Nágpur – Bombaj (anglicky Howrah–Nagpur–Mumbai line), stručněji (nehrozí-li záměna s tratí přes Iláhábád) jen železniční trať Bombaj – Kalkata,  je železniční trať v Indii. Vede přes celý Indický poloostrov z nádraží čhatrapatiho Šivádžího v Bombaji ležící na pobřeží Arabského moře přes vnitrozemský Nágpur do Háura patřícího do metropolitní oblasti Kalkaty u pobřeží Bengálského zálivu. Její délka je 1968 kilometrů a prochází přes pět indických svazových států: Západní Bengálsko, Džhárkhand, Urísu, Čhattísgarh a Maháráštru. Trať používá indický široký rozchod (1676 mm), je dvojkolejná a elektrifikovaná. Na své cestě překonává mimo jiné Dekánskou plošinu a Západní Ghát.
Trať je průjezdná v celé délce od 19. dubna 1900.